# Thomas Butler, X conde de Ormond
Tomas Butler, X conde de Ormonde, III conde de Ossory, Vizconde Thurles KG (en irlandés: Tomás Dubh de Buitléir, Iarla Urmhamhan; c. 1531-22 de noviembre de 1614), fue un noble irlandés hijo de James Butler, IX conde de Ormond y Lady Joan Fitzgerald, hija y heredera de James Fitzgerald, X conde de Desmond. Fue Lord Tesorero de Irlanda y un personaje muy prominente a finales del siglo XVI.

## Carrera
Construyó la extensión de la Tudor Manor House del Castillo de Ormond en sus propiedades en Carrick-on-Suir, Condado de Tipperary. 
Pasó gran parte de su vida en una contienda feroz con su enemigo hereditario, Gerald Fitzgerald, XV Conde de Desmond, hijo de James FitzGerald, XIV conde de Desmond. Los dos lados lucharon una batalla campal en 1565 en Affane. La victoria de Butler, no sólo en el campo pero también en política contribuyó a encender las Rebeliones de Desmond. Esta lucha (1569–1573 y 1579–1583) desoló Munster por muchos años. Ormond era protestante y utilizó su influencia en el bando de Isabel I y sus ministros en sus esfuerzos para aplastar la rebelión, a pesar de que esta estaba motivada tanto por la rivalidad con los Desmond como por la religión.[1] Obtuvo el mando del Ejército irlandés Real con la misión de suprimir las rebeliones, lo que finalmente logró.

## Isabel I
Ormond y la Reina Isabek se conocieron de niños en Londres; Thomas el "hijo de un Conde irlandés" y Elizabeth la "hija ilegítima de Enrique VIII" compartían la experiencia común de no haber sido bien tratados por otros jóvenes de la corte. Eran primos , emparentados a través de su madre, Ana Bolena, cuya abuela materna, Lady Margaret Butler pertenecía a la dinastía de Ormond en Irlanda. Isabel le llamó su ‘marido negro'. En 1588 la Reina invistió a Ormond con lo que un poeta describió como 'áirdchéim Ridireacht Gáirtéir, / ainm nár ghnáth é ar Éirionnach' ("el gran honor de la Orden de la Jarretera, un título inusual para un Irlandés").
Ormond construyó un castillo de estilo Tudor (Carrick on Suir) a lo largo del río Suir, que decoró ricamente e incluso con chimeneas de ladrillo rojo, algo muy caro en la época. Todo por una razón; proporcionar a Isabel un palacio adecuado en el que para quedarse cuando  viajaba a Irlanda. Isabel planeó visitar el castillo en dos ocasiones, una vez en 1602, pero cayó enferma, y otra vez en 1603, pero murió poco antes de la fecha programada para la visita. Se sabe, no obstante, que Isabel apreciaba el regalo de Thomas, y era, como con todos sus primos materios, muy cariñosa con él. Thomas sobrevivió once años a Isabel.

## Matrimonio e hijos
Se casó en primer lugar con Elizabeth Berkley, hija de Thomas Berkeley, Baron Berkeley y Anne Savage. Se separaron en 1564 sin descendencia.
Se casó después con Elizabeth Sheffield el 9 de noviembre de 1582 en Londres. Era hija de John Sheffield, Barón Sheffield y Douglas, hija de William Howard, Barón Howard de Effingham. Tuvieron tres hijos:
- James Butler, (b. 4 de septiembre de 1583, murió 1589)
- Elizabeth Butler (antes de 1593 - 1628), casada, en primer lugar, con su primo Theobald Butler, Vizconde Butler de Tulleophelim, hijo de Sir Edmund Butler de Cloughgrenan y Eleanor Eustace, sin descendencia. Su padre Thomas, había ejecutado a los dos hermanos mayores de su marido por traición en 1596. Casó después con Richard Preston, I conde de Desmond, y tuvo una hija, Elizabeth Preston.
- Thomas Butler (antes de 1601 - 1606)

En 1601 se casó con Helena Barry, hija de David Fitz-James de Barry, Vizconde Buttevant, sin descendencia.
El Conde también tuvo un hijo ilegítimo, Piers FitzThomas Butler de Duisk que se casó con Catherine Fleming, con quien tuvo un hijo, Edward Butler, Vizconde Galmoye.
Como el conde murió sin heredero masculino reconocido, el título revirtió a la línea masculina, a la línea cadete de la familia a través de su hermano John Butler de Kilcash.

## Cargos desempeñados
Incluidos:
- Tesorero de Irlanda, (1559–1614)
- Lugarteniente del Condado Tipperary, (1575)
- Lugarteniente del Condado Kilkenny, (1575)
- Lord General de las Fuerzas de Munster, (1582–1583)
- General de las Fuerzas de Leinster, (1594–1596)
- Lugarteniente-General de las todas Fuerzas en Irlanda, (1597)
- Vicealmirante de Leinster, (1602)